# Sevda Erginci
Sevda Erginci (Estambul, 3 de octubre de 1993) es una actriz y modelo turca, conocida por interpretar el papel de İpek Gencer en la serie Sevgili Geçmiş.

## Biografía
Sevda Erginci nació el 3 de octubre de 1993 en Estambul (Turquía), de origen inmigrante árabe de Mardin por parte de padre y de origen inmigrantes turcos de macedonio por parte de madre.

## Carrera
Sevda Erginci comenzó a actuar a la edad de quince años, participando en la obra Paki ve Sevgi Çiçekleri para Semaver Company, y luego tomó lecciones de actuación en el teatro Kenter. En 2012 interpretó el papel de Ayşe en la serie Koyu Kırmızı y donde actuó junto a actores como Özgü Namal y Ozan Güven. En el mismo año ocupó el papel de Lamia en la serie Veda.
De 2013 a 2015, interpretó el papel de Ayşe Özalp en la serie Rosa negra (Karagül). En 2015, interpretó el papel de Nazlı en la película Uzaklarda Arama dirigida por Türkan Şoray. En 2016 y 2017 ocupó el papel de Kara Sevda en la serie Hayat Bazen Tatlıdır.
En 2017 interpretó el papel de Sultan Ayperi Erdem en la serie Ver Elini Aşk. En 2018, 2019 y 2022, interpretó el papel de Zeynep Yılmaz Taşdemir en la serie Yasak Elma.
En 2019 fue elegida para interpretar el papel de İpek Gencer en la serie Sevgili Geçmiş y donde actuó junto a actrices como Ece Uslu, Melis Sezen, Elifcan Ongurlar y Özge Özacar. En 2020 y 2021 interpretó el papel de Turna "Türkan" Hatun en la serie Uyanış: Büyük Selçuklu. En 2021 y 2022 interpretó el papel de Ezo Bozdağlı en la serie Elkızı. En el 2022, fue elegida como Zeynep Gören en la serie Seni Kalbime Sakladım. Al año siguiente, en 2023, interpretó el papel de İrem en la película Cenazemize Hosgeldiniz dirigida por Neslihan Yesilyurt.

## Filmografía

### Cine
| Año  | Título                 | Personaje | Director           |
| ---- | ---------------------- | --------- | ------------------ |
| 2015 | Uzaklarda Arama        | Nazlı     | Türkan Şoray       |
| 2023 | Cenazemize Hosgeldiniz | İrem      | Neslihan Yesilyurt |

### Televisión
| Año             | Título                 | Personaje              | Notas         |
| --------------- | ---------------------- | ---------------------- | ------------- |
| 2012            | Koyu Kırmızı           | Ayşe                   |               |
| 2012            | Veda                   | Lamia                  | 7 episodios   |
| 2013-2015       | Rosa negra (Karagül)   | Ayse Özalp             | 125 episodios |
| 2016-2017       | Hayat Bazen Tatlıdır   | Kara Sevda             | 26 episodios  |
| 2017            | Ver Elini Aşk          | Ayperi Erdem           | 11 episodios  |
| 2018-2019, 2022 | Yasak Elma             | Zeynep Yılmaz Taşdemir | 57 episodios  |
| 2019            | Sevgili Geçmiş         | İpek Gencer            | 8 episodios   |
| 2020-2021       | Uyanış: Büyük Selçuklu | Turna "Türkan" Hatun   | 34 episodios  |
| 2021-2022       | Elkızı                 | Ezo Bozdagli           | 13 episodios  |
| 2022            | Seni Kalbime Sakladım  | Zeynep Gören           | 7 episodios   |

## Premios y reconocimientos
Premios Honoríficos a la Carrera IKU
| Año  | Categoría                       | Resultado |
| ---- | ------------------------------- | --------- |
| 2020 | Mejor actriz revelación del año | Ganadora  |

Premios Medipol HR Business World
| Año  | Categoría                                              | Resultado | Notas  |
| ---- | ------------------------------------------------------ | --------- | ------ |
| 2019 | Mejor actriz revelación ganadora por su propia carrera | Ganadora  | [ 32 ] |

Premios Pantene Golden Butterfly
| Año  | Categoría                                      | Trabajo               | Resultado | Notas  |
| ---- | ---------------------------------------------- | --------------------- | --------- | ------ |
| 2018 | Mejor actriz de comedia romántica              | Ver Elini ASk         | Nominada  | [ 32 ] |
| 2022 | Mejor actriz en una serie de comedia romántica | Seni Kalbime Sakladım | Nominada  |        |